# Ташкентка
Ташке́нтка (каз. Ташкент) — село у складі Кизилжарського району Північноказахстанської області Казахстану. Входить до складу Березівського сільського округу.
Населення — 243 особи (2021; 251 у 2009, 328 у 1999, 338 у 1989).
Національний склад станом на 1989 рік:
- росіяни — 79 %.